# 陳慧玲 (臺灣政治人物)
陳慧玲（1962年6月16日—），中華民國政治人物，臺灣澎湖縣馬公市人，民主進步黨籍，曾任行政院南部聯合服務中心副執行長、馬公市民代表及澎湖縣議員。

## 生平
陳慧玲為澎湖縣馬公市人，國際商業專科學校銀行保險科畢業、國立中山大學公共事務管理研究所在職專班碩士。澎湖縣水噹噹婦女會成員之一，並曾出任該會理事長，後當選馬公市民代表。
曾於2008年立法委員選舉被民進黨列入不分區名單第33名，然未當選。
2014年獲得民主進步黨推薦，參選第18屆澎湖縣議員，成功當選，並在2018年競選第19屆澎湖縣議員，順利連任。
2021年1月17日，陳慧玲以「澎湖成為永續發展的家園」的從政理念，宣布爭取民進黨黨內提名、預備投入第19屆澎湖縣縣長選舉。
2022年夏季，澎湖舉辦「海廢地景藝術季」，時任無任所大使林佳龍受邀參與，在6月25日在地方創生政策座談會上，對陳慧玲對於人文環境與地方民意重視的態度，表達正面肯定的立場。
2022年8月8日，經民進黨內部民調，澎湖縣前縣長「湧言會」派系陳光復在民調中勝出，正式獲得民進黨澎湖縣長參選提名，「正國會」派系陳慧玲表達對陳光復的支持，祝福陳光復能在2022年11月的澎湖縣首長選舉中勝選。
2023年6月1日，出任行政院南部聯合服務中心副執行長。
2025年6月，澎湖地檢署調查陳慧玲於澎湖縣議員任內利用人頭詐領助理費案，澎湖地方法院裁定陳慧玲及其夫蔡燈財羈押禁見，陳慧玲被行政院解職。2025年7月17日，澎湖地檢署偵查終結，將陳慧玲、蔡燈財、陳姓人頭助理與許姓人頭助理提起公訴。

## 外部連結
- 澎湖陳慧玲的Facebook專頁